# Dendryphantes biankii
Dendryphantes biankii là một loài nhện trong họ Salticidae.
Loài này thuộc chi Dendryphantes. Dendryphantes biankii được Jerzy Prószyński miêu tả năm 1979.